# Wasted Rita
Rita Gomes (Águas Santas, 1988) é uma ilustradora e artista gráfica portuguesa, mais conhecida pelo seu nome artístico Wasted Rita.

## Percurso
Wasted Rita nasceu em Águas Santas no concelho da Maia e desde 2012 o seu trabalho tem sido reconhecido internacionalmente pela sua visão irónica e sarcástica. Vive e trabalha em Lisboa, Portugal, desde 2012.
Estudou Design Gráfico na Universidade do Porto, tendo começado o seu trabalho assim que concluiu os estudos, em 2011. No ano seguinte, mudou-se para Lisboa e criou o seu blogue, "Bored Rita". O blogue garantiu-lhe o primeiro reconhecimento do seu trabalho, quando o curador de arte e fotografia da rede social Tumblr, Peteski, começou a republicá-los. A notoriedade alargada chegou pelo Facebook, onde Gomes conseguiu um grande número de seguidores.
Fez trabalhos para vários países, como Bélgica, Países Baixos, França e Japão, tendo publicações nas revistas Doolittle Magazine (França) e Ginza Magazine (Japão). Em 2015, participou na exposição "Dismaland", em Inglaterra - um projecto artístico temporário que reuniu trabalhos de 58 artistas internacionais escolhidos por Banksy. No mesmo ano, Wasted Rita apresentou, ainda, a sua primeira grande exposição em nome próprio, "Human Beings - God's Only Mistake", em Lisboa, na galeria Underdogs.
Desde 2015, apresentou múltiplas exposições a solo na Galeria Underdogs. Em 2016, também expôs no espaço da galeria no Porto, numa exposição pop-up intitulada "The People, The Living Dying and All The Sarcasm Fun in Between", montada numa loja. Também em  2019, regressa à galeria Underdogs em Lisboa para a exposição "And now for something completely different: a show that features at least one female artist" (traduzível para algo como “e, agora, algo complemente diferente: um espetáculo que apresenta pelo menos uma artista mulher”).
Uma das suas ilustrações teve uma aparição no videoclipe da música "Gun Control" de Madonna, em 2019.

## Reconhecimentos e prémios
Em 2015, o jornal Público reconheceu-a como uma das sete personalidades portuguesas a quem o ano correu melhor. A publicação enalteceu a participação de Gomes na exposição "Dismaland" de Banksy. O destaque foi dado apenas a outras sete pessoas nesse ano. Nesse mesmo ano, foi eleita como uma das Personalidades Femininas para a revista Lux, na categoria de Artes Plásticas.
No ano seguinte, foi distinguida no âmbito dos Prémios Novos, na categoria de Criatividade.
Em 2018, a sua exposição “As Happy As Sad Can Be” foi nomeada para "Melhor exposição de artes plásticas" nos Prémios Autores de 2018, da Sociedade Portuguesa de Autores.

## Obra
A obra de Wasted Rita assenta sobre observações e invectivas poéticas sobre o comportamento humano e a cultura contemporânea. A artistas serve-se de uma variedade de medias, incluindo objetos esculturais, instalação, pintura, desenho e escrita.

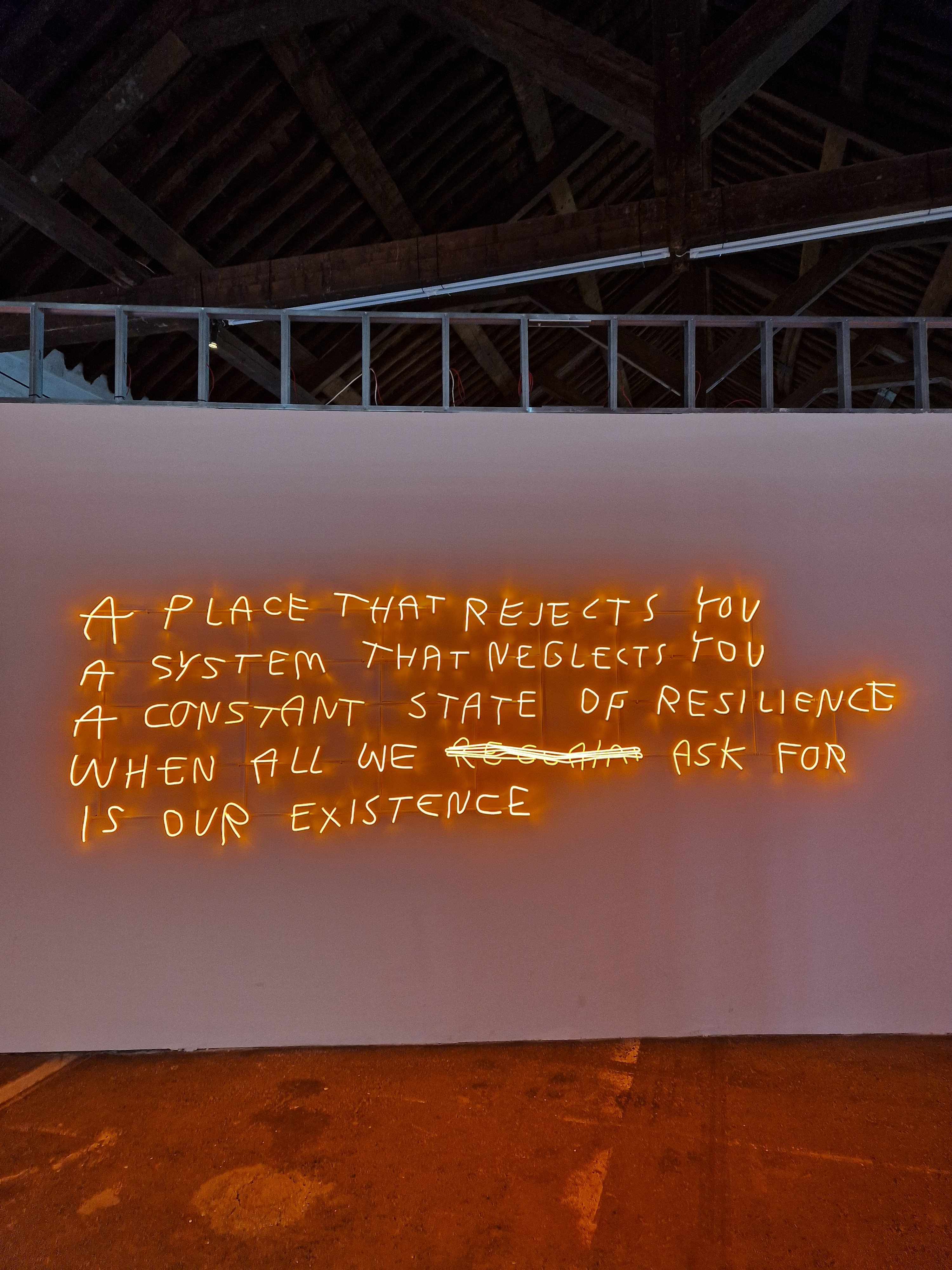
Obra de Wasted Rita - Exposição Urban [R]evolution - Cordoaria Nacional (Lisboa), 2023

Conhecida pela utilização de "text-based art", estilo pós-moderno de ilustrações em que apenas figuram frases escritas, Wasted Rita também tem trabalhos com comentários que chama de  “pseudopoesia”, com pensamentos  sobre o que se passa à sua volta ou na sua cabeça. A sua obra é reconhecida pelas frases de traço característico a preto e branco, muitas vezes, irónicas e provocatórias. A sua arte reflecte uma visão crítica da cultura pop contemporânea.
Exposições e galerias onde expôs:
- Galeria Underdogs (Lisboa, 2015, 2016, 2017, 2019),
- Dismaland (Weston-super-Mare, 2015),
- Festival Bien Urbain (Besançon, 2016),
- Galeria Artgang (Montreal, 2016),
- Festival Iminente (Oeiras 2016, 2017; Londres, 2017; Lisboa, 2018),
- galeria WTF (Bangkok, 2017),
- MAAT - Museu de Arte, Arquitetura e Tecnologia (Lisboa, 2018),
- Outdoor Festival di Roma (Roma, 2018),
- Galerie Slika (Lyon, 2019),
- The Crystal Ship (Ostend, 2019)